# Lukavice, Ústí nad Orlicí
Lukavice là một làng thuộc huyện Ústí nad Orlicí, vùng Pardubický, Cộng hòa Séc.